# 鼓崖
鼓崖（Drumcliff，或Drumcliffe）是愛爾蘭斯萊戈郡鼓崖河畔的一個村莊，位於斯萊戈以北8 km（5.0 mi）處，N15公路經過此地。威廉·巴特勒·葉芝的遺體安葬於當地的聖科倫巴教堂中。

## 外部連接
- Drumcliff group of parishes （页面存档备份，存于）